# I Can't Stand Myself When You Touch Me
I Can't Stand Myself When You Touch Me è il ventiduesimo album in studio del cantante statunitense James Brown, pubblicato nel marzo 1968.

## Tracce
1. I Can't Stand Myself (When You Touch Me), Pt. 1 – 3:22
2. There Was a Time – 3:35
3. Get It Together, Pt. 1 – 3:43
4. Baby, Baby, Baby, Baby – 4:22
5. Time After Time (Sammy Cahn, Jule Styne) – 2:57
6. The Soul of J.B. – 3:01
7. I Can't Stand Myself (When You Touch Me), Pt. 2 – 4:10
8. Get It Together, Pt. 2 – 4:43
9. Why Did You Take Your Love Away from Me – 3:02
10. Need Your Love So Bad – 3:24
11. You've Got to Change Your Mind – 3:48
12. Funky Soul #1 – 2:09